# Maracaju
Maracaju, amtlich Município de Maracaju, ist eine Stadt im brasilianischen Bundesstaat Mato Grosso do Sul in der Mesoregion Süd-West in der Mikroregion Dourados.

## Geografie

### Lage
Die Stadt liegt 160 km von der Hauptstadt des Bundesstaates (Campo Grande) und 1183 km von der Landeshauptstadt (Brasília) entfernt. Die Stadt grenzt im Norden an die Nachbarstädte Nioaque, Anastácio und Dois Irmãos do Buriti, im Süden an  Dourados, Itaporã und Ponta Porã, im Westen an die Stadt Guia Lopes da Laguna und im Osten an Sidrolândia und Nova Alvorada do Sul.

### Klima
In der Stadt herrscht tropisches Klima, nach der  Klimaklassifikation nach Köppen und Geiger „Aw“.

### Gewässer
Die Stadt liegt am Rio Brilhante und Rio Santa Maria, die zum Flusssystem des Río de la Plata gehören.

### Vegetation
Das Gebiet ist ein Teil der Cerrados (Savannen Zentralbrasiliens).

### Durchschnittseinkommen und HDI
Das Durchschnittseinkommen lag 2011 bei 12.723 Real, der Index der menschlichen Entwicklung (HDI) bei 0,714.